# Arsenura archianassa
Arsenura archianassa is een vlinder uit de onderfamilie Arsenurinae van de familie nachtpauwogen (Saturniidae).
De wetenschappelijke naam van de soort is voor het eerst geldig gepubliceerd door Max Wilhelm Karl Draudt in 1930.